# NGC 6337
NGC 6337 – mgławica planetarna położona w gwiazdozbiorze Skorpiona. Została odkryta 28 czerwca 1834 roku przez Johna Herschela. Jest jedną z nielicznych mgławic planetarnych, w której środku odkryto ciasny układ podwójny. Wchodzące w jego skład biały karzeł i jego towarzysz obiegają się wzajemnie w ciągu zaledwie 0,173 dnia.